# 本特利 (伊利諾伊州)
本特利（英語：Bentley）是一個位於美國伊利諾伊州漢考克縣的城鎮。

## 地理
本特利的座標為40°20′47″N 91°06′43″W / 40.34639°N 91.11194°W，而該地的平均海拔高度為206米（即676英尺）。

## 人口
根據2010年美國人口普查的數據，本特利的面積為0.37平方千米，當中陸地面積為0.37平方千米，而水域面積為0.00平方千米。當地共有人口35人，而人口密度為每平方千米95人。